# 克里斯蒂娜·格罗韦斯
克里斯蒂娜·格罗韦斯（挪威語：Kristina Groves，1976年12月4日—），加拿大女子速度滑冰运动员。她曾代表加拿大参加2002年、2006年和2010年冬季奥林匹克运动会速度滑冰比赛，获得三枚银牌和一枚铜牌。